# F-IRE Collective
F-IRE Collective es una comunidad musical creativa fundada por Barak Schmool. Ha sido descrito como el grupo de jazz moderno líder y quizás más influyente del Reino Unido. The Collective también tiene un sello discográfico.
En 2004, F-IRE Collective ganó el BBC Jazz Award por innovación.

## Detalles
F-IRE (Fellowship for Integrated Rhythmic Expression) recibió su nombre más tarde en 1998 y llegó a abarcar una comunidad de artistas cuyas perspectivas se extendían más allá de la "música sola". La danza, la poesía, el cine y otros modos de expresión creativa formaban parte de su concepción artística tanto como el sonido que producían. Los miembros de F-IRE intentan cultivar sus propias direcciones y trascender las fronteras categóricas, circo o electrónica, improvisación libre o composición clásica.
Tiene tres objetivos comunitarios principales: sostener la vida creativa de sus miembros y la comunidad circundante; asegurar que su creatividad funcione bien dentro de la comunidad en general; para compartir sus conocimientos y oportunidades. El éxito del colectivo se basa en la calidad de su trabajo en educación, interpretación y grabación. Hasta 2005, estas tres principales esferas de actividad funcionaban sin financiación.

## Miembros activos
- Barak Schmool
- Ben Davis
- Ingrid Laubrock
- Jonny Phillips
- Jonathan Bratoeff
- Maurizio Ravalico
- Nick Ramm
- Dave O'Brien
- Kit Downes
- Tom Mason
- Richard Turner
- Fred Thomas
- Lucy Railton
- Zac Gvi

## Miembros anteriores
- Finn Peters
- Seb Rochford
- Pete Wareham
- Julia Biel
- Robert Mitchell
- Justin Quinn
- Leo Taylor
- Dave Okumu
- Tom Arthurs

## Bandas
- Acoustic Ladyland
- Bakehouse
- Basquiat Strings
- Clown Revisited
- Ezzthetic
- Finn Peters Quintet
- Fulborn Teversham
- Grupo Sambando
- Ingrid Laubrock Quintet
- Jon Bratoëff Quartet/Quintet
- Julia Biel
- M. Ravalico / O. Marshall duo
- M. Ravalico / I. Khroustaliov duo
- Méta Méta
- Mehdi Nabti Pulsar4
- Oriole
- Panacea
- Polar Bear
- Porpoise Corpus
- Rhythms of the City
- Shorter Stories
- Synergy
- The Invisible
- The Teak Project
- Timeline
- Tom Arthurs Projects
- União da Mocidade